# Piteå kyrkobokföringsdistrikt

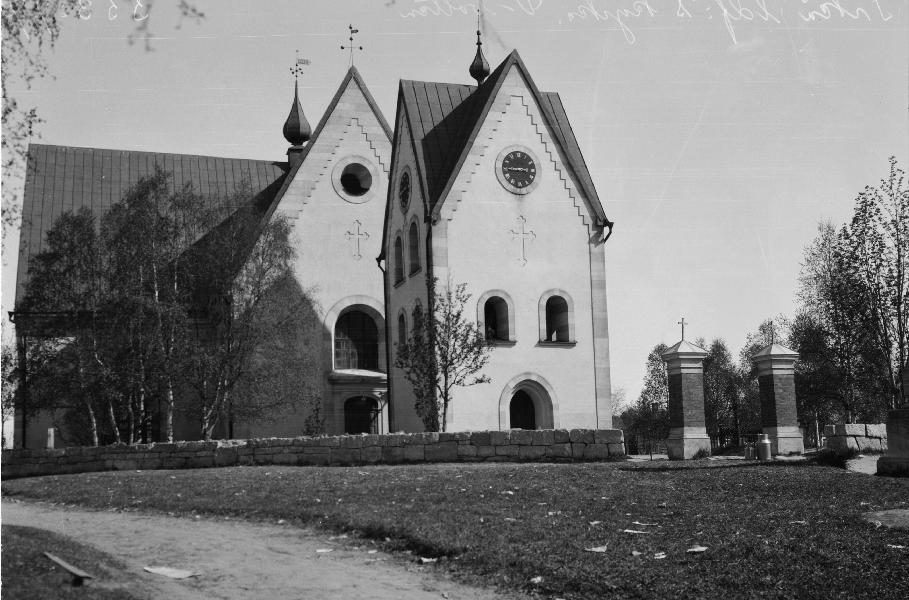
Öjeby kyrka som den såg ut efter 1890-talets restaurering..

Piteå kyrkobokföringsdistrikt var ett kyrkobokföringsdistrikt (ofta förkortat kbfd) i Piteå landsförsamling i Luleå stift. Dessa distrikt utgjorde delar av en församling i Sverige som i folkbokföringshänseende var likställd med en församling. Distriktet bildades den 1 januari 1926 (enligt beslut den 20 februari 1925) när Piteå landsförsamling delades upp på två kyrkobokföringsdistrikt (Markbygden och Piteå) och avskaffades 1 juli 1991 när det återigen ingick i Piteå landsförsamling, samtidigt som Sveriges indelning i kyrkobokföringsdistrikt upphörde.
1 januari 1973 överfördes från Piteå kyrkobokföringsdistrikt till Norrfjärdens församling ett obebott område omfattande en areal av 0,0 km².
Piteå kyrkobokföringsdistrikt hade församlingskoden 258103.

## Areal
Piteå kyrkobokföringsdistrikt omfattade den 1 januari 1976 en areal av 978,7 kvadratkilometer, varav 916,8 kvadratkilometer land.

## Befolkningsutveckling
| Befolkningsutvecklingen i Piteå kyrkobokföringsdistrikt 1930–1990 | Befolkningsutvecklingen i Piteå kyrkobokföringsdistrikt 1930–1990 | Befolkningsutvecklingen i Piteå kyrkobokföringsdistrikt 1930–1990 | Befolkningsutvecklingen i Piteå kyrkobokföringsdistrikt 1930–1990 | Befolkningsutvecklingen i Piteå kyrkobokföringsdistrikt 1930–1990 |
| --- | ----------------------------------------------------------------- | ----------------------------------------------------------------- | ----------------------------------------------------------------- | ----------------------------------------------------------------- |
| |                                                                   |                                                                   |                                                                   |                                                                   |
| År |                                                                   |                                                                   | Folkmängd                                                         |                                                                   |
| 1930 | 1930                                                              |                                                                   | 11 246                                                            |                                                                   |
| 1935 | 1935                                                              |                                                                   | 11 868                                                            |                                                                   |
| 1940 | 1940                                                              |                                                                   | 11 359                                                            |                                                                   |
| 1945 | 1945                                                              |                                                                   | 11 503                                                            |                                                                   |
| 1950 | 1950                                                              |                                                                   | 11 490                                                            |                                                                   |
| 1955 | 1955                                                              |                                                                   | 11 652                                                            |                                                                   |
| 1960 | 1960                                                              |                                                                   | 11 846                                                            |                                                                   |
| 1965 | 1965                                                              |                                                                   | 12 703                                                            |                                                                   |
| 1970 | 1970                                                              |                                                                   | 14 129                                                            |                                                                   |
| 1975 | 1975                                                              |                                                                   | 15 308                                                            |                                                                   |
| 1980 | 1980                                                              |                                                                   | 15 802                                                            |                                                                   |
| 1985 | 1985                                                              |                                                                   | 15 965                                                            |                                                                   |
| 1990 | 1990                                                              |                                                                   | 16 163                                                            |                                                                   |
| Anm: För åren 1930 och 1940-1945: befolkning enligt folkräkning 31 december enligt den administrativa indelningen den 1 januari följande år. 1950 avser befolkning enligt folkräkning den 31 december enligt den administrativa indelningen den 1 januari 1952. Åren 1935, 1955 samt 1975-1990 avser den kyrkobokförda befolkningen den 31 december enligt den administrativa indelningen den 1 januari följande år. 1960, 1965 och 1970 avser befolkning enligt folkräkning den 1 november enligt den administrativa indelningen den 1 januari följande år. |                                                                   |                                                                   |                                                                   |                                                                   |